# Gunnar Bomgren
Erik Gunnar Bomgren, född 4 september 1902 i Nora, död 17 november 1985 i Stockholm, var en svensk jurist som var justitieråd mellan 1955 och 1969. Blomgren var Sveriges tredje advokat som blev justitieråd.
Gunnar Bomgren blev juris kandidat 1923. Han genomförde tingstjänstgöring och var anställd vid en advokatbyrå i Göteborg 1928–1935 samt 1942–1945, och var delägare i Philip Lemans advokatbyrå i Göteborg 1946–1955. Han var ordförande i Sveriges advokatsamfund 1951–1955 och var speciallärare vid Handelshögskolan i Stockholm 1938–1942, föreläsare i köp- och sjörätt i Uppsala 1957–1967, justitieråd 1955–1969, och ledamot av Lagrådet 1960–1962. Han blev Juris hedersdoktor vid Uppsala universitet 1959.

## Utmärkelser
- Kommendör med stora korset av Nordstjärneorden, 4 juni 1965.[4]